# Cole Escola
Cole Escola (Clatskanie, 25 novembre 1986) è un comico, attore, cantante, cabarettista, doppiatore e commediografo statunitense.
È conosciuto soprattutto per il suo lavoro di cabaret e per le apparizioni nelle serie televisive Jeffery & Cole Casserole (2009–2010), Difficult People (2015–2017), At Home with Amy Sedaris (2017–2020), Search Party (2020–2021) e Big Mouth (2022).

## Biografia
Escola è nato e cresciuto a Clatskanie, Oregon. I suoi genitori sono di origine finlandese e norvegese. Quando aveva sei anni, il padre scacciò l'intera famiglia dalla casa mobile con una pistola, dopodiché Escola, la madre e il fratello vissero in un alloggio statale. Sua sorella non viveva con loro in quel momento. Escola ha cominciato a recitare durante l'adolescenza, apparendo in produzioni scolastiche di Il violinista sul tetto, Les Misérables e La piccola bottega degli orrori. Dopo essersi diplomato alla RA Long High School nel 2005, Escola si è trasferito a New York per studiare al Marymount Manhattan College, che lasciò l'anno dopo senza conseguire la laurea Successivamente cominciò a mantenersi esibendosi in feste per bambini e lavorando nelle librerie Scholastic.
Nel 2022 ha fatto coming out, dichiarandosi non-binary.

## Carriera

### Teatro
Dal 2008 al 2012, Escola è stata artista ospite regolare nella serie di cabaret Our Hit Parade, e in seguito ha iniziato a esibirsi in spettacoli personali mensili al Duplex Cabaret Theatre Apparve nello spettacolo di cabaret di Scott Wittman nel 2012: Jukebox Jackie al La MaMa e interpretò un feto non ancora nato nello spettacolo di cabaret di Bridget Everett nel 2014: Rock Bottom al Joe's Pub. Il 14 giugno 2017, il primo show, Help! I'm Stuck, fu presentato in anteprima al Joe's Pub Nel 2013, Escola ha interpretato Roland Maule in un nuovo allestimento di Present Laughter di Noël Coward nell'Off-Broadway.
Nel 2024, Escola ha scritto la sua commedia Oh, Mary! al Lucille Lortel Theatre, in cui interpretava la First Lady Mary Todd Lincoln. Lo spettacolo è stato riproposto a Broadway nel luglio 2024. La commedia gli è valsa il Theatre World Award, il Drama Desk Award e l'Outer Critics Circle Award, due candidature ai Tony Award e una al Premio Pulitzer per la drammaturgia.

### Televisione
Nel 2008, Escola ha incontrato il collega comico Jeffery Self a New York; legati da un amore condiviso per il teatro e le sitcom degli anni '90, hanno iniziato a creare video YouTube surreali e semi-scriptati con il soprannome di "Very Good Looking (VGL) Gay Boys". Gli sketch, in cui Escola spesso interpretava il comico demenziale dell'uomo etero di Self, hanno ricevuto oltre 100.000 visualizzazioni, arrivando addirittura sulla copertina della rivista New York e un accordo con il canale televisivo Logo TV . Jeffery &amp; Cole Casserole è un programma il quale è stato presentato in anteprima su Logo il 19 giugno 2009; è durato due stagioni ed è stato considerato un "classico di culto" dalla rivista Vice. Escola e Self hanno anche scritto la sceneggiatura di una commedia non ancora prodotta in cui due amici "devono sopportare molte difficoltà per riscattare il loro panino gratis".
Dal 2015 al 2017, Escola ha interpretato, sulla piattaforma Hulu, Matthew nella serie televisiva  Difficult People, un ruolo che la creatrice della serie, Julie Klausner, ha scritto pensando a loro. Sono apparsi in ruoli ricorrenti in Mozart in the Jungle, Girlboss e At Home with Amy Sedaris, in cui interpretano il vicino di Sedaris, Chassie Tucker. Nel 2020, Escola è apparsa come Chip (The Twink) nel Search Party originale di HBO Max . Chip è diventato un personaggio regolare nella stagione 4. Escola ha doppiato il custode segreto nella serie animata di Cartoon Network Craig of the Creek nell'episodio "Secret in a Bottle". Nel 2021, Escola ha doppiato un gargoyle in un episodio di What We Do in the Shadows.

## Filmografia parziale

### Televisione
- Law & Order - I due volti della giustizia (Law & Order) - serie TV, episodio 20x4 (2009)
- Smash - serie TV, episodio 2x9 (2013)
- Nurse Jackie - Terapia d'urto (Nurse Jackie) - serie TV, episodio 6x3 (2014)
- Difficult People - serie TV, 25 episodi (2015-2017)
- Mozart in the Jungle - serie TV, 10 episodi (2016-2018)
- Girlboss - serie TV, 4 episodi (2017)
- Man Seeking Woman - serie TV, 4 episodi (2017)
- Search Party - serie TV, 10 episodi (2020-2021)
- Summer Camp Island - Il campeggio fantastico (Summer Camp Island) - serie TV, episodio 4x1 (2021)

### Doppiaggio
- Tuca & Bertie - serie TV, 13 episodi (2019-2022)
- The Shivering Truth - serie TV, episodio 2x1 (2020)
- Craig - serie TV, episodi 2x26 e 4x25 (2020-2022)
- What We Do in the Shadows - serie TV, episodio 4x6 (2021)
- Teenage Euthanasia - serie TV, 5 episodi (2021-2023)
- Big Mouth - serie TV, 7 episodi (2022)
- Digman (Digman!) - serie TV, episodio 1x7 (2023)
- Human Resources - serie TV, 8 episodi (2023)

## Riconoscimenti
- Tony Award
  - 2025 - Miglior attore protagonista in un'opera teatrale per Oh, Mary![15]
  - 2025 - Candidatura per la migliore opera teatrale per Oh, Mary!

## Doppiatori italiani
Nelle versioni in italiano delle opere in cui ha recitato, Cole Escola è stato doppiato da:
- Jacopo Calatroni in Mozart in the Jungle

Come doppiatore è sostituito da:
- Alberto Franco in Big Mouth, Human Resources